# یوز (موتور جستجو)
یوز یک موتور جستجوی وب ایرانی بود که طراحی و تولید آن در اواخر سال ۱۳۸۸ با حمایت وزارت ارتباطات و فناوری اطلاعات ایران آغاز شد.
این جستجوگر در بهمن ۱۳۹۳ با حضور وزیر ارتباطات ایران افتتاح شد اما بعد از ۶ سال فعالیت در خرداد ۱۴۰۰ غیرفعال شد.

## دلایل ایجاد
مسئولین این جستجوگر، «افشای اطلاعات کاربران توسط سرویس‌دهندگان خارجی» به دلیل درخواست سازمان امنیت ملی آمریکا از شرکت‌هایی چون گوگل و یاهو در چارچوب طرح پریزم را مشکلی معرفی می‌کنند که انگیزهٔ ایجاد این جستجوگر و رفع آن بوده است.
از دیگر اهداف طراحی این موتور فراهم کردن بستری مطمئن برای جستجوهای اینترنتی، رفع نیازمندی‌ها به زبان فارسی، تمرکز بر سرویس‌های محلی، جلوگیری از هدر رفت سرمایه‌های ملی و توسعه عملی دانش‌های راهبردی در دانشگاه‌ها و مراکز تحقیقاتی است. دامون قلی پور رئیس است.

## ساختار موتور جستجوی یوز
یوز برای پاسخ دهی به کاربران از هیچ موتور جستجوی دیگری استفاده نمی‌کند. یوز تا آن زمان توانست بیش از پنج میلیارد صفحه را پوشش دهد و احاطه گسترده‌ای بر وب فارسی داشته باشد. یوز همچنین دارای خدمات جستجوی خبر، وبلاگ و عکس می‌باشد. از تعداد صفحات قابل جستجو می‌توان به چندین میلیارد صفحه خزش شده و از میان آنها یک میلیارد صفحه منحصر بفرد نمایه گذاری شده اشاره کرد که تعداد صفحات نمایه‌گذاری شده به صورت مداوم در حال افزایش بود.
این موتور با تلاش نیروی‌های متخصص داخلی و فارغ التحصیلان نخبه دانشگاه‌های کشور طراحی شده است. در آن زمان محققانی از دانشگاه‌های شریف، تهران، امیرکبیر، شهید بهشتی، علم و صنعت، و تربیت مدرس در پروژهٔ یوز فعالیت می‌کردند.
سرورهای این موتور جستجوگر در داخل کشور فعال بودند

### ارزیابی‌ها
خبرگزاری دانشگاه آزاد اسلامی، در انتقاد از این پروژه، با اشاره به شکست پروژه‌های قبلی دولتی در زمینهٔ آی تی، ورود دولت به این بخش را ناسازگار با سیاست عدم رقابت با بخش خصوصی و اقدامی در جهت دچار کردن صنعت فناوری اطلاعات ایران به صنعت خودروسازی این کشور دانست.

### هزینه ساخت
معاون برنامه‌ریزی وزارت ارتباطات در مراسم رونمایی از موتور «یوز»، اعلام کرد که ساخت این جستجوگر ایرانی تاکنون هزینه‌ای ۷ میلیارد تومانی را برای این وزارت‌خانه داشته است.

## پایان کار موتور جست‌وجوی یوز
موتور جست‌وجوی بومی یوز که بیش از ۶ سال عمر دارد و هزینه‌های چند میلیارد تومانی برای ساخت و توسعهٔ آن انجام شده‌بود، مدتی از کار افتاده و نتایجی به کاربران نشان نمی‌دهد. اما از ۲۸ فروردین ۱۴۰۰ وبگاه این موتور جست‌وجو به‌طور کلی باز نمی‌شود و کاربران نمی‌توانند حتی صفحهٔ اولیهٔ آن را مشاهده کنند.

اگر در روزهای اخیر به آدرس موتور جست‌وجوی بومی یوز سر بزنید با هیچ تصویری مواجه نمی‌شوید و خطای ۵۰۲ به نمایش در می‌آید. به نظر می‌رسد این موتور جست‌وجوی بومی بعد از هفت سال بازنشسته شده و قرار نیست سرویسی به کاربران ارائه کند و به طبع تمام سرمایه‌های میلیاردی خرج‌شده برای این پروژه به هدر رفت.